# Übereisenbach
Übereisenbach is een plaats in de Duitse deelstaat Rijnland-Palts, en maakt deel uit van de Eifelkreis Bitburg-Prüm. Aan de andere kant van de Our ligt het Luxemburgse Untereisenbach. Übereisenbach telt 60 inwoners.

## Bestuur
De plaats is een Ortsgemeinde en maakt deel uit van de Verbandsgemeinde Südeifel.
Verbandsvrije stad:  Bitburg